# Woodward (Iowa)
Woodward es una ciudad ubicada en el condado de Dallas en el estado estadounidense de Iowa. En el Censo de 2010 tenía una población de 1024 habitantes y una densidad poblacional de 160,46 personas por km².

## Geografía
Woodward se encuentra ubicada en las coordenadas 41°50′30″N 93°55′20″O / 41.84167, -93.92222. Según la Oficina del Censo de los Estados Unidos, Woodward tiene una superficie total de 6.38 km², de la cual 6.38 km² corresponden a tierra firme y (0%) 0 km² es agua.

## Demografía
Según el censo de 2010, había 1024 personas residiendo en Woodward. La densidad de población era de 160,46 hab./km². De los 1024 habitantes, Woodward estaba compuesto por el 95.31% blancos, el 1.07% eran afroamericanos, el 0.59% eran amerindios, el 0.88% eran asiáticos, el 0% eran isleños del Pacífico, el 0.1% eran de otras razas y el 2.05% pertenecían a dos o más razas. Del total de la población el 2.25% eran hispanos o latinos de cualquier raza.